# Robert Huth
Robert Huth (Berlín, 18 de agosto de 1984) es un exfutbolista alemán. Jugaba de defensa central y fue profesional entre 2001 y 2018, haciendo toda su carrera profesional en Inglaterra.

## Trayectoria
A mediados de la temporada 01-02 se marcha a jugar a la FA Premier League con el Chelsea FC. Debuta con este equipo el partido de la última jornada Aston Villa 3 - 1 Chelsea.
Con su equipo se proclamó campeón de liga en la temporada 04-05, además de obtener la Community Shield en ese mismo año al vencer 1-2 al Arsenal campeón de la FA Cup en esa temporada, gracias a las 2 anotaciones del marfileño Didier Drogba. Por esta misma época sufrió una lesión en la rodilla que le mantuvo dos meses de baja.
En el año 2006 es traspasado al Middlesbrough, club con el cual descendió en la temporada 08-09 debido a que finalizó decimonoveno en la liga.
Luego de bajar de categoría con el boro, la carrera de Huth se desarrolló en Stoke City. En su primer año el equipo acabó undécimo en la temporada 2009-10 con 47 puntos, mientras que en la FA Cup llegó a los cuartos de final, hecho que no acontecía desde 1972, derrotando en el camino a York City, Arsenal y Manchester City, para luego perder ante los que serían ganadores del torneo Chelsea.
Una victoria por 3-0 sobre el West Bromwich Albion en la temporada 2010-11 dio Stoke dos nuevos registros; su más grande victoria de visita en la Premier League, y su primera victoria de visita en la división mayor desde 1982. Con su club Huth llegó a la final de la Copa FA por primera vez, batiendo a Cardiff City, Wolverhampton Wanderers, Brighton & Hove Albion, West Ham United y una famosa victoria de 5-0 contra el Bolton Wanderers (el triunfo más abultado de una semifinal después de la guerra). Sin embargo, perdieron la final por 1-0 ante el Manchester City. Al llegar a la final, Stoke clasificó para la UEFA Europa League de 2011-12. En la competición internacional el equipo llegó hasta los treintaidosavos de final perdiendo en el global 0-2 ante el Valencia.
En la temporada 2013-14 el club dirigido ya por Mark Hughes, finalizó en el noveno lugar de la tabla, siendo esta la más alta posición conseguida por el equipo al término de la liga. Este acontecimiento se repitió en la temporada siguiente, siendo esta la última temporada del alemán con el Stoke.
Huth fue traspasado al Leicester City, club que recientemente se había salvado del descenso de manera milagrosa. Con los foxes tuvo un invicto de 6 partidos en el comienzo de la liga 2015/16, hasta ser vencidos por Arsenal en un cotejo que acabó 2-5. Posteriormente comenzarían otra racha en la cual se produciría el nuevo récord impuesto por el delantero Jamie Vardy al anotar durante 11 jornadas consecutivas, superando el anterior registro de Ruud van Nistelrooy. Ya en la fecha 17 el club era asombrosamente el líder de la tabla por encima de otras escuadras con mayor jerarquía o presupuesto, situación en la cual muchos daban por sentado que cambiaría en la segunda rueda, sin embargo el club respondió con resultados favorables, como el triunfo de visita por la mínima ante el Tottenham Hotspur FC con gol de cabeza del propio Huth, el triunfo ante su anterior equipo el Stoke City por 3-0 y la victoria de 2-0 ante el Liverpool. Además de vencer a su más cercano perseguidor el Manchester City, en un partido importante para las aspiraciones del título por el resultado de 1-3, encuentro en el cual Robert jugó de manera formidable y anotó un doblete. Ya en la fecha 36 luego de empatar frente al Manchester United y de que el Chelsea empatara a 2 contra el Tottenham, el Leicester se coronó por primera vez campeón de la Premier League de la mano de jugadores como el mencionado Vardy, Riyad Mahrez, Leonardo Ulloa, Danny Drinkwater y N'Golo Kanté. En el inicio de la temporada siguiente Huth disputó la Community Shield 2016, siendo vencido por el Manchester United (campeón de la FA Cup 2015-16) por 1-2.

## Selección nacional
Ha sido internacional con la selección de fútbol de Alemania en 19 ocasiones. Su debut como internacional se produjo el 18 de agosto de 2004. En su haber están los 2 terceros puestos que consiguió en la Copa FIFA Confederaciones 2005 y en la Copa Mundial de Fútbol de 2006, ambos torneos realizados en Alemania.
| PJ | Goles | Periodo   |
| -- | ----- | --------- |
| 19 | 2     | 2004-2009 |

### Participaciones en Copas del Mundo
| Mundial                        | Sede     | Resultado    |
| ------------------------------ | -------- | ------------ |
| Copa Mundial de Fútbol de 2006 | Alemania | Tercer lugar |

### Participaciones en Copas FIFA Confederaciones
| Copa                           | Sede     | Resultado    |
| ------------------------------ | -------- | ------------ |
| Copa FIFA Confederaciones 2005 | Alemania | Tercer lugar |

## Clubes
| Club             | País       | Año       |
| ---------------- | ---------- | --------- |
| Chelsea FC       | Inglaterra | 2001-2006 |
| Middlesbrough FC | Inglaterra | 2006-2009 |
| Stoke City       | Inglaterra | 2009-2015 |
| Leicester City   | Inglaterra | 2015-2018 |

## Títulos

### Campeonatos nacionales
| Título           | Club           | País       | Año  |
| ---------------- | -------------- | ---------- | ---- |
| Premier League   | Chelsea FC     | Inglaterra | 2005 |
| Community Shield | Chelsea FC     | Inglaterra | 2005 |
| Premier League   | Leicester City | Inglaterra | 2016 |